# Synalamis
Synalamis là một chi bướm đêm thuộc họ Erebidae.